# Oryctes
Oryctes (Illiger, 1798) è un genere di coleotteri scarabeidi, appartenente alla tribù degli Oryctini, nella sottofamiglia dei Dynastinae.

## Descrizione

### Adulto

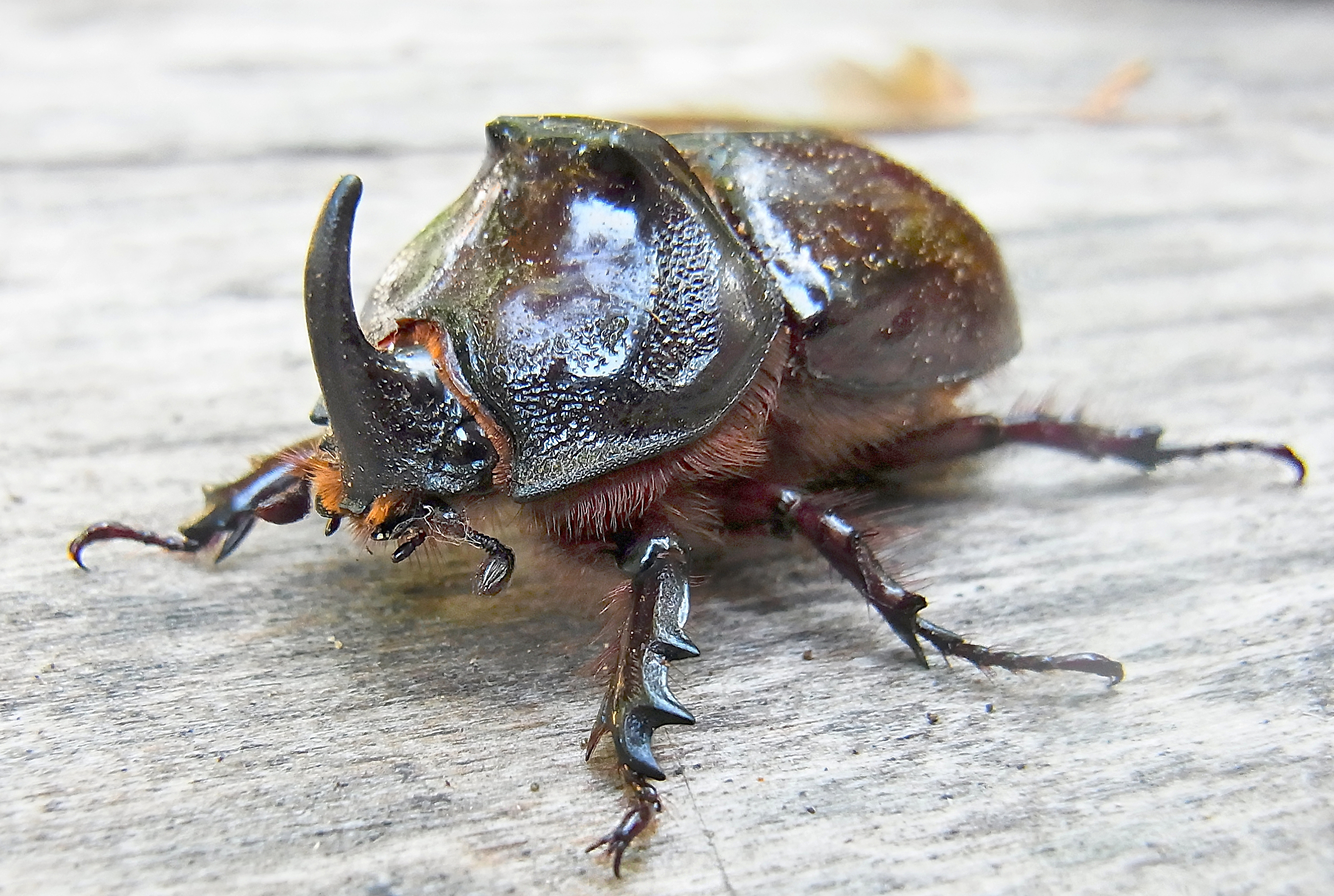
Un Oryctes nasicornis, l'animale in proporzione più forte del mondo.

Gli adulti delle specie del genere Oryctes possono superare i 7 cm. Il corpo presenta solitamente una colorazione castano scuro sul dorso, mentre il ventre è di un colore più verso il rossiccio. Le zampe, soprattutto quelle anteriori, sono molto forti e relativamente lunghe ma, al pari degli altri scarabeidi, non consentono all'insetto di correre veloce, ma gli garantiscono una salda presa e di sollevare un peso pari a 850 volte il proprio (nel caso dell'Oryctes nasicornis). I maschi presentano un vistoso corno cefalico che utilizzano durante le battaglie con gli altri maschi per l'accoppiamento.

### Larva
Le larve sono della classica forma a "C" e le dimensioni variano a seconda della specie. La testa e le zampe sono sclerificate, per consentire all'insetto di muoversi più agevolmente nel terreno in cui vive. Si nutrono della materia organica in decomposizione, in particolare di legno di alberi come la quercia o il faggio che frantumano grazie alle poderose mandibole.

## Biologia
Lo stadio larvale dura circa 3 anni e durante questo periodo esse compiono due mute fondamentali che suddividono i tre stadi larvali principali: L1, L2 e L3. Fino alla trasformazione in pupa la larva si nutre di legno morto, rimanendo riparata sotto i ceppi e i tronchi morti durante l'inverno.
L'accoppiamento avviene a livello del terreno o, a volte addirittura al di sotto di esso ed è spesso preceduto da combattimenti tra maschi. Gli adulti di questi scarabei sfarfallano in estate e sono attivi durante le ore notturne.

## Tassonomia
Il genere comprende le seguenti specie:
- Oryctes agamemnon Burmeister, 1847
- Oryctes amberiensis Sternberg, 1910
- Oryctes anguliceps Fairmaire, 1901
- Oryctes ata Semenov & Medvedev, 1932
- Oryctes augias (Olivier, 1789)
- Oryctes boas (Fabricius, 1775)
- Oryctes borbonicus Dechambre, 1986
- Oryctes capucinus Arrow, 1937
- Oryctes centaurus Sternberg, 1910
- Oryctes cherlonneixi Dechambre, 1996
- Oryctes chevrolatii Guérin-Méneville, 1844
- Oryctes colonicus Coquerel, 1852
- Oryctes comoriensis Fairmaire, 1893
- Oryctes congonis Endrödi, 1969
- Oryctes curvicornis Sternberg, 1910
- Oryctes elegans Prell, 1914
- Oryctes erebus Burmeister, 1847
- Oryctes forceps Dechambre, 1980
- Oryctes gigas Laporte de Castelnau, 1840
- Oryctes gnu Mohnike, 1874
- Oryctes gracilis Prell, 1934
- Oryctes heros Endrödi, 1973
- Oryctes latecavatus Fairmaire, 1891
- Oryctes mayottensis Dechambre, 1982
- Oryctes minor Waterhouse, 1876
- Oryctes monardi Beck, 1942
- Oryctes monoceros (Olivier, 1789)
- Oryctes nasicornis (Linnaeus, 1758)
- Oryctes nudicauda Arrow, 1910
- Oryctes ohausi Minck, 1913
- Oryctes owariensis Beavois, 1807
- Oryctes politus Fairmaire, 1901
- Oryctes prolixus Wollaston, 1864
- Oryctes pyrrhus Burmeister, 1847
- Oryctes ranavalo Coquerel, 1852
- Oryctes rhinoceros (Linnaeus, 1758)
- Oryctes richteri Petrovitz, 1958
- Oryctes sahariensis Miré, 1960
- Oryctes simiar Coquerel, 1852
- Oryctes sjöstedti Kolbe, 1905
- Oryctes tarandus (Olivier, 1789)
- Oryctes vicinus Gahan, 1900